# Сарезская белозубка
Сарезская белозубка (лат. Crocidura serezkyensis) — вид млекопитающих рода белозубок семейства землеройковых. Своё название эта землеройка получила по типовому местонахождению — Сарезскому или раньше Серезскому озеру. По-английски называется «малая скальная землеройка» (Lesser rock shrew), что довольно точно отражает отношения с более крупной Crocidura pergrisea, видом с которым её ранее часто объединяли.

## Таксономия
В 1935 году Б. С. Виноградов писал: "не имев возможности исследовать оригинальный экземпляр М. К. Лаптева, мы можем лишь выказать сомнение в самостоятельности этой формы":259. Oн предполагал, что возможно речь идёт об экземпляре в зимней шерсти Crocidura pamirensis, формы описанной С. И. Огнёвым и сейчас рассматриваемой как памирский подвид Crocidura suaveolens.  В 1970-1980-е годы сарезскую белозубку включали в состав Crocidura pergrisea, однако ряд зоологов, изучавших представителей этой группы видов в Средней Азии, продолжали считать сарезскую белозубку отдельным видом. Форма из Малой Азии Crocidura arispa Spitzenberger, 1971 ранее была включена в C. serezkyensis, но последние исследования убедительно  продемонстрировали, что это два разных вида.

## Типовое местонахождение
- И. Я. Павлинов и О. Л. Россолимо уточняют terra typica, как оз. Сарезское (или "Серезское" в старой транскрипции) Мургабский район Горно-Бадахшанской АО, Таджикистан.

## Географическое распространение
Наиболее полный и точный перечень точек нахождения вида приводят М. В. Зайцев, Л. Л. Войта и Б. И. Шефтель:
В Таджикистане кроме типового местонахождения была поймана к северо-западу от Сарезского озера на хребте Петра Великого. 
В Киргизии известна из Сары-Челекского заповедника. А. К. Федосенко без ссылки на источник приводит также точку для Киргизии "ущелье Каракиче в 30 км западнее оз. Сонколь" , так как в Киргизии не отмечена форма pamirensis, которую много лет смешивали с Crocidura serezkyensis, а сейчас считают подвидом малой белозубки Crocidura suaveolens pamirensis, эту точку можно отнести к сарезской белозубке.
В Казахстане 6 экземпляров отловлено в 1962—1963 годах А. К. Федосенко на Большом Алма-Атинском озере. 
В Туркмении известна из двух точек: Фирюзинский участок Копетдагского  заповедника и родник Даната на хребте Кюрендаг.

## Описание
Окраска меха серебристо-серая, брюшко белёсое. Хвост длинный до 75% длины тела.  Характерны длинные вибриссы.

### Спорное местонахождение
А. С. Графодатский с соавторами сообщил о кариотипе особи из Джульфы в Нахичеванской АССР на юго-западе Азербайджана (эти авторы использовали название Crocidura pergrisea); с 2n = 22, FN = 34. Хуттерер относит эту находку к C. serezkyensis, тогда у этого вида самое низкое число хромосом, когда-либо зарегистрированное для землероек. Возможно, петрофильные виды белозубок Crocidura arispa, С. armenica, С. pergrisea, С. ramona, С. zarudnyi составляют родственную видовую группу. У С. ramona также относительно низкое число хромосом  2n = 28, FN = 46

### Рекомендуемые источники
- Исаков С. И. О новом нахождении белохвостой, или скальной, белозубки (Crocidura pergrisea Miller, 1913) в Туркмении // I всесоюзн. совещ. по биологии насекомоядн. млекопит. М., 1992: 68-69.

## Комментарии
1. ↑  А. К. Федосенко приводит ряд точек, которые принадлежат, по-видимому, форме pamirensis (о синонимии C. serezkyensis и C. pamirensis прямо сказано в очерке): р. Пяндж, р. Шахдара, пос. Джиланды, перевал Азноб на Гиссарском хребте[12].